# Leleuporella
Leleuporella is een geslacht van kevers uit de familie van de loopkevers (Carabidae). De wetenschappelijke naam van het geslacht is voor het eerst geldig gepubliceerd in 1956 door Basilewsky.

## Soorten
Het geslacht Leleuporella omvat de volgende soorten:
- Leleuporella caeca Basilewsky, 1956
- Leleuporella mandibularis (Burgeon, 1935)
- Leleuporella sexangulata Balkenohl, 1997